# Emilio Barucco
Emilio Barucco (né le 16 novembre 1898 à Bene Vagienna dans le Piémont et mort le 9 janvier 1982 à Turin) est un joueur italien de football, qui évoluait au poste de gardien de but.

## Biographie
Emilio Barucco n'a joué durant sa carrière de footballeur que dans deux clubs, l'US Torinese et la Juventus, pour qui il a évolué pour deux saisons entre 1921 et 1923.
Avec les bianconeri, il défend pour la première fois les buts de l'effectif le 2 octobre 1921 contre l'Hellas Vérone (victoire 3-1). Il joue son dernier match le 19 décembre 1922 contre l'Esperia Football Club. Au total, il a encaissé 19 buts en 14 matchs disputés avec les juventini.

### Statistiques
| Saison         | Club           | Championnat     | Championnat | Championnat |
| Saison         | Club           | Compétition     | Matchs      | Buts        |
| -------------- | -------------- | --------------- | ----------- | ----------- |
| 1921-1922      | Juventus       | Prima Divisione | 12          | -11         |
| 1922-1923      | Juventus       | Prima Divisione | 1           | 0           |
| Total Juventus | Total Juventus |                 | 13          | -11         |
| Total carrière | Total carrière |                 | 13          | -11         |